# Le tombeau de Ravel
Le tombeau de Ravel is een compositie van Rudolf Escher. Het is een eerbetoon aan de componist Maurice Ravel. Ravel componeerde zelf met Le tombeau de Couperin een eerbetoon aan de muziek uit de periode rond François Couperin maar in wezen een eerbetoon aan zijn vrienden gestorven tijdens de Eerste Wereldoorlog.  
Het is een suite voor kamermuziekbezetting. Het sextet bestaat uit partijen voor dwarsfluit, hobo, klavecimbel, viool, altviool en cello. Het werk werd in opdracht van de gemeente Amsterdam geschreven ter uitvoering van Alma Musica tijdens het Holland Festival (1953). 
Escher had een bezoek gebracht aan het woonhuis te Montfort-l'Amaury waar Maurice Ravel had gewoond. De componist verwees bij dit werk zelf naar de matkleurige vertrekken van dat huis, dat een eenzaamheid uitstraalde. Compositorisch bevinden zich de hoofdthema’s zich in het begindeel Pavane (pour une maison déserte; Nederlands: "voor een verlaten huis"). De muziek was in zijn oren dansbaar van karakter. De spelende bezetting is dan weer polymelodisch, dan weer solistisch. Escher schreef nog over de klavecimbelpartij, dat deze niet teruggreep op de “oude muziek” maar functioneel was ingepast in muziek van 1952.
Delen: 1: Pavane, 2: Air (voor cello), 3: Forlane, 4: Sarabande, 5: Rigaudon, 6: Air (voor fluit) en 7: Hyme.
Alma Music voerde het werk op 5 juli 1953 uit in het Kurhaus in Scheveningen, waarbij de recensent van Het Vaderland het had over een ”werk met boeiende sfeer”, “coloristische effecten” en "subtiel" en wees uiteraard op een muzikale verwantschap met de Franse componist. Een aantal dagen later, 9 juli 1953, speelde hetzelfde ensemble het werk in de kleine zaal van het Concertgebouw in het kader van het Holland Festival. Toen werd het werk in het Algemeen Handelsblad omschreven met de termen “vol stijl en harmonie” en “gevoelige instrumentatie”.  Het werk werd ingezonden voor de 1954-versie van de International Society for Contemporary Music (ISCM).
Het werk stond sindsdien regelmatig op lessenaars. Het ontving in 1960 de Prof. Van der Leeuwprijs, samen met Symfonische etude van Hendrik Andriessen. De opname van het werk dat Alma Musica maakte voor Philips Records (samen met diezelfde etude) werd onderscheiden met een Edison klassieke muziek (1960). Die opname werd in 1993 bekritiseerd als zijnde van een onzekere Escher uitgevoerd door een onzeker ensemble. In datzelfde jaar kwam een nieuwe opname beschikbaar via NM Classics, gemaakt in 1992 in de Stadsgehoorzaal in Leiden (in 2020 opnieuw uitgegeven via Brilliant Classics) met tekstboekje van Leo Samama. Het werd toen omschreven als intellectuele muziek. Het werk haalde overigens in 1962 New York. NRC Handelsblad van 19 maart 1980 noemde het bij het overlijden van Escher één van zijn belangrijkste werken.